# Камбря, Николае
Николае Камбря (рум. Nicolae Cambrea; 5 апреля 1900 — 5 февраля 1976) — румынский генерал, участник Второй мировой войны.

## Биография
В 1942 году в звании полковника возглавил штаб румынской 5-й дивизии, в этом же году был взят в плен советскими войсками.
4 октября 1943 году Государственный Комитет Обороны принял постановление о формировании 1-й румынской добровольческой пехотной дивизии «Тудор Владимиреску», 15 ноября Николае Камбря был назначен её командиром. В этой должности он оставался до 1 октября 1944 года.
В 1945—1947 годах Николае Камбря стал 1-м заместителем начальника Генштаба румынской армии. Участвовал в политическом противостоянии на коммунистической стороне: 8 ноября 1945 приказал дивизии «Тудор Владимиреску» разгонять демонстрацию монархистов
В 1947—1948 годах — заместитель командующего 2-м военным округом.
В 1948—1949 годах — начальник Инструкторского центра вооружённых сил.
В 1949 годах назначен командующим 3-м военным округом, а в 1950 году уволен в отставку.
Вместе с генералом Михаилом Ласкаром Николае Камбреа возглавлял Избирательную комиссию армии на всеобщих выборах в Румынии в 1946 году. Королевским указом №. 3232/11 ноября 1946 года генерал Николае Камбреа был награжден орденом Михаила Храброго кл. III с мечами. В период со 2 мая по 25 ноября 1949 года генерал корпуса Николае Камбреа руководил Третьим военным округом, базировавшимся в Клуже . Награжден 20 августа 1949 года орденом «Защита Отечества» II степени «за значительный вклад в борьбу за защиту Отечества и трудящихся». 
В «Докладе о положении армии и вопросах национальной обороны», представленном в Секретариат ЦК ПКР 9 января 1950 г. министром Эмилем Боднарашем , в пункте 9 (последнем) главы IV было предложено: «МАН войдет в резерв от 15 января 1950 г. генералов Михаила Ласкара и Николае Камбреа». 
В 1950-х годах его судило Высшее политическое управление армии (DSPA), и ему были предъявлены обвинения в связях с Королевским домом и иностранными посольствами. Однако его спасло вмешательство знавшего его маршала Советского Союза Родиона Малиновского.  Его жена работала в Министерстве продовольствия.
Реабилитирован в конце 1960-х годов, ему были присвоены почётные звания, и он был уволен в запас. Постановлением Государственного Совета Румынской Народной Республики №. № 500 от 10 августа 1964 г. награждён орденом «23 августа» II степени «за особые заслуги в деле строительства социализма, в связи с двадцатилетием освобождения Родины». 
Затем Камбреа был назначен 1 июля 1964 года заместителем председателя правления Палаты сбережений и консигнаций  и был отстранен от должности 1 октября 1972 года в связи с уходом на пенсию. 
Николае Камбреа опубликовал в 1966 г. сборник воспоминаний « Из воспоминаний солдата » (Издательство литературы, Бухарест, 1966 г.). «Всегда вспоминая стороны темного знамения прошлого или знакомясь с ними письменно, и в этом смысле я имею в виду молодежь, мы глубже и всесторонне понимаем волшебство чудес сегодняшнего дня, великие свершения нашего народа, руководимые и под руководством Коммунистической партии Румынии. Нить воспоминаний продолжится». , — пишет автор в своих мемуарах. 
В августе 1969 года, по случаю 25-й годовщины государственного переворота 23 августа 1944 года, генерал-лейтенант в отставке (две звезды) Николае Камбреа был произведен в генерал-полковники (три звезды). 
Умер 5 февраля 1976 года. После смерти был кремирован.

## Знаки отличия
- Орден «Звезда Румынии» в рыцарском звании (8 июня 1940 г.)
- Орден "23 августа" II степени (1964 г.)
- звание Героя Социалистического Труда (4 мая 1971 г.) «по случаю 50-летия образования Румынской коммунистической партии, за особый вклад в укрепление вооруженных сил и защиту общественного и государственного порядка»
- золотая медаль «Серп и молот» (4 мая 1971 г.) «по случаю 50-летия основания Румынской коммунистической партии, за особый вклад в укрепление вооруженных сил и защиту общественного и государственного порядка»

11 ноября 1946 года Николае Камбря был награждён орденом Михая Храброго 3-го класса с мечами.
Орден Красного Знамени.
Орден Александра Невского (СССР)